# U-Bahn-Linie 3 (Hamburg)
| Streckenverlauf der Linie U3 mit Darstellung der Tunnelstrecken |                                                                            |                                                                         |                                                                         |
| Kursbuchstrecke: | 91h (1934)                                                                 |                                                                         |                                                                         |
| Streckenlänge: | 20,681 km davon auf dem Ring 17,487 km und auf der Walddörferbahn 3,194 km |                                                                         |                                                                         |
| Spurweite: | 1435 mm (Normalspur)                                                       |                                                                         |                                                                         |
| Stromsystem: | seitliche, von unten bestrichene Stromschiene 750 V =                      |                                                                         |                                                                         |
| Streckengeschwindigkeit: | 70 km/h                                                                    |                                                                         |                                                                         |
| Zweigleisigkeit: | durchgehend                                                                |                                                                         |                                                                         |
| |                                                                            |                                                                         |                                                                         |
| \| \| \| Ringlinie von Hauptbahnhof Süd (U3) \| \| \| \| 11,053 \| Barmbek (BA) \| Barmbek (BA) \| \| \| \| \| \| \| \| 11,120 \| nach Wandsbek-Gartenstadt (Walddörferbahn) \| nach Wandsbek-Gartenstadt (Walddörferbahn) \| \| \| \| \| \| \| \| \| zur Hauptwerkstatt Hellbrookstraße \| \| \| \| 11,775 \| Barmbeker Stichkanal \| Barmbeker Stichkanal \| \| \| 11,942 \| Saarlandstraße (SA) \| Saarlandstraße (SA) \| \| \| \| zum Betriebshof Saarlandstraße \| \| \| \| 12,606 \| Goldbekkanal \| Goldbekkanal \| \| \| 13,110 \| Borgweg (Stadtpark) (BO) \| Borgweg (Stadtpark) (BO) \| \| \| 13,307 \| \| \| \| \| 13,435 \| \| \| \| \| 13,948 \| Sierichstraße (SI) \| Sierichstraße (SI) \| \| \| 14,128 \| Leinpfadkanal \| Leinpfadkanal \| \| \| 14,235 \| Alsterlauf \| Alsterlauf \| \| \| \| \| \| \| \| \| U1 nach Norderstedt Mitte \| \| \| \| 9,745 \| Kellinghusenstraße (KE) \| Kellinghusenstraße (KE) \| \| \| \| U1 nach Hauptbahnhof Süd (KellJung-Linie) \| \| \| \| \| \| \| \| \| 15,330 \| Isebekkanal \| Isebekkanal \| \| \| 15,355 \| Eppendorfer Baum (EP) \| Eppendorfer Baum (EP) \| \| \| 16,335 \| Hoheluftbrücke (HO) \| Hoheluftbrücke (HO) \| \| \| \| \| \| \| \| \| Moorkampkurve von Christuskirche (Betriebsgleis) \| \| \| \| \| \| \| \| \| 17,487 0,000 \| \| \| \| \| 0,031 \| \| \| \| \| 0,071 \| Schlump (SL) \| Schlump (SL) \| \| \| 0,435 \| Sternschanze (Messe) (SZ) \| Sternschanze (Messe) (SZ) \| \| \| \| Hamburg-Altonaer Verbindungsbahn \| \| \| \| 1,067 \| \| \| \| \| 1,248 \| \| \| \| \| 1,323 \| Feldstraße (Heiligengeistfeld) (FE) \| Feldstraße (Heiligengeistfeld) (FE) \| \| \| 1,972 \| St. Pauli (PA) \| St. Pauli (PA) \| \| \| 2,420 \| \| \| \| \| 2,570 \| Landungsbrücken (LB) \| Landungsbrücken (LB) \| \| \| 3,271 \| Baumwall (Elbphilharmonie) (BL) \| Baumwall (Elbphilharmonie) (BL) \| \| \| \| Strecke der \| \| \| \| 3,425 \| Binnenhafenbrücke \| Binnenhafenbrücke \| \| \| 3,865 \| Rödingsmarkt (RD) \| Rödingsmarkt (RD) \| \| \| 4,195 \| \| \| \| \| \| \| \| \| \| 4,491 \| Rathaus (RA) ( via Jungfernstieg) \| Rathaus (RA) ( via Jungfernstieg) \| \| \| \| \| \| \| \| 5,005 \| Mönckebergstraße (MO) \| Mönckebergstraße (MO) \| \| \| \| \| \| \| \| 5,512 \| Hauptbahnhof Süd (HB) \| Hauptbahnhof Süd (HB) \| \| \| \| ( via Hamburg Hauptbahnhof) \| \| \| \| \| ( via Hauptbahnhof Nord) \| \| \| \| \| \| \| \| \| \| ehemalige Strecke nach Rothenburgsort \| \| \| \| \| zur U1 (Betriebsgleis) \| \| \| \| \| U2/U4 von Jungfernstieg \| \| \| \| 6,391 \| Berliner Tor (BT) \| Berliner Tor (BT) \| \| \| \| U2 nach Mümmelmannsberg/U4 nach Billstedt \| \| \| \| 6,570 \| \| \| \| \| 6,625 \| Berliner Tor (alt) bis 1964 \| Berliner Tor (alt) bis 1964 \| \| \| 7,028 \| \| \| \| \| 7,234 \| Lübecker Straße (LU) \| Lübecker Straße (LU) \| \| \| 7,430 \| \| \| \| \| 7,793 \| Uhlandstraße (UH) \| Uhlandstraße (UH) \| \| \| 8,000 \| Kuhmühlenteich \| Kuhmühlenteich \| \| \| 8,461 \| Mundsburg (MU) \| Mundsburg (MU) \| \| \| 9,282 \| Hamburger Straße (HS) \| Hamburger Straße (HS) \| \| \| 9,871 \| Dehnhaide (DE) \| Dehnhaide (DE) \| \| \| 10,515 \| Osterbekkanal \| Osterbekkanal \| \| \| 0,053 11,053 \| Barmbek (BA) \| Barmbek (BA) \| \| \| 0,120 11,120 \| Ringlinie zur Kellinghusenstraße \| Ringlinie zur Kellinghusenstraße \| \| \| \| \| \| \| \| 0,571 00,000 \| Walddörferbahnviadukt über Strecke der -Bahn und der Güterumgehungsbahn \| Walddörferbahnviadukt über Strecke der -Bahn und der Güterumgehungsbahn \| \| \| \| \| \| \| \| 00,000 \| Fuhlsbüttler Straße (geplant) \| Fuhlsbüttler Straße (geplant) \| \| \| 1,806 00,000 \| Habichtstraße (HA) \| Habichtstraße (HA) \| \| \| \| U1 nach Hauptbahnhof Süd \| \| \| \| 3,247 00,000 \| Wandsbek-Gartenstadt (WK) \| Wandsbek-Gartenstadt (WK) \| \| \| \| U1 nach Farmsen (Walddörferbahn) \| \| |                                                                            |                                                                         |                                                                         |
| U-Bahn-Strecke |                                                                            | Ringlinie von Hauptbahnhof Süd (U3)                                     | Ringlinie von Hauptbahnhof Süd (U3)                                     |
| U-Bahn-Bahnhof | 11,053                                                                     | Barmbek (BA)                                                            | Barmbek (BA)                                                            |
| |                                                                            |                                                                         |                                                                         |
| U-Bahn-Abzweig geradeaus und nach rechts | 11,120                                                                     | nach Wandsbek-Gartenstadt (Walddörferbahn)                              | nach Wandsbek-Gartenstadt (Walddörferbahn)                              |
| |                                                                            |                                                                         |                                                                         |
| U-Bahn-Abzweig geradeaus und nach rechts |                                                                            | zur Hauptwerkstatt Hellbrookstraße                                      | zur Hauptwerkstatt Hellbrookstraße                                      |
| U-Bahn-Brücke über Wasserlauf | 11,775                                                                     | Barmbeker Stichkanal                                                    | Barmbeker Stichkanal                                                    |
| U-Bahn-Bahnhof | 11,942                                                                     | Saarlandstraße (SA)                                                     | Saarlandstraße (SA)                                                     |
| U-Bahn-Abzweig geradeaus und nach links |                                                                            | zum Betriebshof Saarlandstraße                                          | zum Betriebshof Saarlandstraße                                          |
| U-Bahn-Brücke über Wasserlauf | 12,606                                                                     | Goldbekkanal                                                            | Goldbekkanal                                                            |
| U-Bahn-Haltepunkt / Haltestelle | 13,110                                                                     | Borgweg (Stadtpark) (BO)                                                | Borgweg (Stadtpark) (BO)                                                |
| U-Bahn-Tunnelanfang | 13,307                                                                     |                                                                         |                                                                         |
| U-Bahn-Tunnelende | 13,435                                                                     |                                                                         |                                                                         |
| U-Bahn-Haltepunkt / Haltestelle | 13,948                                                                     | Sierichstraße (SI)                                                      | Sierichstraße (SI)                                                      |
| U-Bahn-Brücke über Wasserlauf | 14,128                                                                     | Leinpfadkanal                                                           | Leinpfadkanal                                                           |
| U-Bahn-Brücke über Wasserlauf | 14,235                                                                     | Alsterlauf                                                              | Alsterlauf                                                              |
| U-Bahn-Strecke von links · U-Bahn-Abzweig nach links und nach rechts · U-Bahn-Strecke von rechts |                                                                            |                                                                         |                                                                         |
| U-Bahn-Kreuzung geradeaus unten · U-Bahn-Strecke von rechts · U-Bahn-Strecke |                                                                            | U1 nach Norderstedt Mitte                                               | U1 nach Norderstedt Mitte                                               |
| U-Bahn-Bahnhof · U-Bahn-Bahnhof · U-Bahn-Bahnhof | 9,745                                                                      | Kellinghusenstraße (KE)                                                 | Kellinghusenstraße (KE)                                                 |
| U-Bahn-Strecke · U-Bahn-Strecke nach links · U-Bahn-Kreuzung geradeaus oben |                                                                            | U1 nach Hauptbahnhof Süd (KellJung-Linie)                               | U1 nach Hauptbahnhof Süd (KellJung-Linie)                               |
| U-Bahn-Strecke nach links · U-Bahn-Abzweig von links und von rechts · U-Bahn-Strecke nach rechts |                                                                            |                                                                         |                                                                         |
| | 15,330                                                                     | Isebekkanal                                                             | Isebekkanal                                                             |
| U-Bahn-Haltepunkt / Haltestelle | 15,355                                                                     | Eppendorfer Baum (EP)                                                   | Eppendorfer Baum (EP)                                                   |
| U-Bahn-Haltepunkt / Haltestelle Ende Hochstrecke | 16,335                                                                     | Hoheluftbrücke (HO)                                                     | Hoheluftbrücke (HO)                                                     |
| |                                                                            |                                                                         |                                                                         |
| U-Bahn-Abzweig geradeaus und von rechts |                                                                            | Moorkampkurve von Christuskirche (Betriebsgleis)                        | Moorkampkurve von Christuskirche (Betriebsgleis)                        |
| |                                                                            |                                                                         |                                                                         |
| U-Bahn-Kilometer-Wechsel | 17,487 0,000                                                               |                                                                         |                                                                         |
| U-Bahn-Tunnelanfang | 0,031                                                                      |                                                                         |                                                                         |
| U-Bahn-Turmbahnhof mit Tunnelstrecke (im Tunnel) | 0,071                                                                      | Schlump (SL)                                                            | Schlump (SL)                                                            |
| U-Bahn-Turmhaltepunkt (im Tunnel) | 0,435                                                                      | Sternschanze (Messe) (SZ)                                               | Sternschanze (Messe) (SZ)                                               |
| U-Bahn-Kreuzung (im Tunnel) |                                                                            | Hamburg-Altonaer Verbindungsbahn                                        | Hamburg-Altonaer Verbindungsbahn                                        |
| U-Bahn-Tunnelende | 1,067                                                                      |                                                                         |                                                                         |
| U-Bahn-Tunnelanfang | 1,248                                                                      |                                                                         |                                                                         |
| U-Bahn-Haltepunkt / Haltestelle (im Tunnel) | 1,323                                                                      | Feldstraße (Heiligengeistfeld) (FE)                                     | Feldstraße (Heiligengeistfeld) (FE)                                     |
| U-Bahn-Bahnhof (im Tunnel) | 1,972                                                                      | St. Pauli (PA)                                                          | St. Pauli (PA)                                                          |
| U-Bahn-Tunnelende | 2,420                                                                      |                                                                         |                                                                         |
| U-Bahn-Haltepunkt / Haltestelle | 2,570                                                                      | Landungsbrücken (LB)                                                    | Landungsbrücken (LB)                                                    |
| U-Bahn-Haltepunkt / Haltestelle | 3,271                                                                      | Baumwall (Elbphilharmonie) (BL)                                         | Baumwall (Elbphilharmonie) (BL)                                         |
| U-Bahn-Kreuzung mit Tunnelstrecke |                                                                            | Strecke der                                                             | Strecke der                                                             |
| | 3,425                                                                      | Binnenhafenbrücke                                                       | Binnenhafenbrücke                                                       |
| U-Bahn-Haltepunkt / Haltestelle | 3,865                                                                      | Rödingsmarkt (RD)                                                       | Rödingsmarkt (RD)                                                       |
| U-Bahn-Tunnelanfang | 4,195                                                                      |                                                                         |                                                                         |
| |                                                                            |                                                                         |                                                                         |
| U-Bahn-Bahnhof (im Tunnel) | 4,491                                                                      | Rathaus (RA) ( via Jungfernstieg)                                       | Rathaus (RA) ( via Jungfernstieg)                                       |
| |                                                                            |                                                                         |                                                                         |
| U-Bahn-Haltepunkt / Haltestelle (im Tunnel) | 5,005                                                                      | Mönckebergstraße (MO)                                                   | Mönckebergstraße (MO)                                                   |
| U-Bahn-Strecke (im Tunnel) |                                                                            |                                                                         |                                                                         |
| U-Bahn-Haltepunkt / Haltestelle (im Tunnel) | 5,512                                                                      | Hauptbahnhof Süd (HB)                                                   | Hauptbahnhof Süd (HB)                                                   |
| U-Bahn-Kreuzung (im Tunnel) |                                                                            | ( via Hamburg Hauptbahnhof)                                             | ( via Hamburg Hauptbahnhof)                                             |
| U-Bahn-Strecke (im Tunnel) |                                                                            | ( via Hauptbahnhof Nord)                                                | ( via Hauptbahnhof Nord)                                                |
| U-Bahn-Strecke (im Tunnel) |                                                                            |                                                                         |                                                                         |
| U-Bahn-Abzweig geradeaus und ehemals nach rechts (im Tunnel) |                                                                            | ehemalige Strecke nach Rothenburgsort                                   | ehemalige Strecke nach Rothenburgsort                                   |
| U-Bahn-Abzweig geradeaus und von rechts (im Tunnel) |                                                                            | zur U1 (Betriebsgleis)                                                  | zur U1 (Betriebsgleis)                                                  |
| U-Bahn-Abzweig geradeaus und von links (im Tunnel) |                                                                            | U2/U4 von Jungfernstieg                                                 | U2/U4 von Jungfernstieg                                                 |
| U-Bahn-Bahnhof (im Tunnel) | 6,391                                                                      | Berliner Tor (BT)                                                       | Berliner Tor (BT)                                                       |
| U-Bahn-Abzweig geradeaus und nach rechts (im Tunnel) |                                                                            | U2 nach Mümmelmannsberg/U4 nach Billstedt                               | U2 nach Mümmelmannsberg/U4 nach Billstedt                               |
| U-Bahn-Tunnelende | 6,570                                                                      |                                                                         |                                                                         |
| ehemaliger U-Bahn-Bahnhof | 6,625                                                                      | Berliner Tor (alt) bis 1964                                             | Berliner Tor (alt) bis 1964                                             |
| U-Bahn-Tunnelanfang | 7,028                                                                      |                                                                         |                                                                         |
| U-Bahn-Turmhaltepunkt mit Tunnelstrecke (im Tunnel) | 7,234                                                                      | Lübecker Straße (LU)                                                    | Lübecker Straße (LU)                                                    |
| U-Bahn-Tunnelende | 7,430                                                                      |                                                                         |                                                                         |
| U-Bahn-Haltepunkt / Haltestelle Anfang Hochstrecke | 7,793                                                                      | Uhlandstraße (UH)                                                       | Uhlandstraße (UH)                                                       |
| | 8,000                                                                      | Kuhmühlenteich                                                          | Kuhmühlenteich                                                          |
| U-Bahn-Bahnhof | 8,461                                                                      | Mundsburg (MU)                                                          | Mundsburg (MU)                                                          |
| U-Bahn-Haltepunkt / Haltestelle | 9,282                                                                      | Hamburger Straße (HS)                                                   | Hamburger Straße (HS)                                                   |
| U-Bahn-Haltepunkt / Haltestelle | 9,871                                                                      | Dehnhaide (DE)                                                          | Dehnhaide (DE)                                                          |
| | 10,515                                                                     | Osterbekkanal                                                           | Osterbekkanal                                                           |
| U-Bahn-Bahnhof | 0,053 11,053                                                               | Barmbek (BA)                                                            | Barmbek (BA)                                                            |
| U-Bahn-Abzweig geradeaus und nach links | 0,120 11,120                                                               | Ringlinie zur Kellinghusenstraße                                        | Ringlinie zur Kellinghusenstraße                                        |
| |                                                                            |                                                                         |                                                                         |
| U-Bahn-Kreuzung mit Eisenbahn geradeaus oben | 0,571 00,000                                                               | Walddörferbahnviadukt über Strecke der -Bahn und der Güterumgehungsbahn | Walddörferbahnviadukt über Strecke der -Bahn und der Güterumgehungsbahn |
| |                                                                            |                                                                         |                                                                         |
| ehemaliger U-Bahn-Haltepunkt / Haltestelle | 00,000                                                                     | Fuhlsbüttler Straße (geplant)                                           | Fuhlsbüttler Straße (geplant)                                           |
| U-Bahn-Haltepunkt / Haltestelle | 1,806 00,000                                                               | Habichtstraße (HA)                                                      | Habichtstraße (HA)                                                      |
| U-Bahn-Abzweig quer und von rechts · U-Bahn-Kreuzung geradeaus oben · U-Bahn-Strecke von rechts |                                                                            | U1 nach Hauptbahnhof Süd                                                | U1 nach Hauptbahnhof Süd                                                |
| U-Bahn-Bahnhof · U-Bahn-Bahnhof · U-Bahn-Bahnhof | 3,247 00,000                                                               | Wandsbek-Gartenstadt (WK)                                               | Wandsbek-Gartenstadt (WK)                                               |
| U-Bahn-Strecke · U-Bahn-Strecke |                                                                            | U1 nach Farmsen (Walddörferbahn)                                        | U1 nach Farmsen (Walddörferbahn)                                        |

Die Linie U3 der Hamburger U-Bahn führt als Ringlinie durch das Zentrum der Stadt. Der Fahrbetrieb findet in beiden Richtungen des Rings statt, also sowohl von Wandsbek-Gartenstadt über Barmbek und den Ring wieder nach Barmbek als auch in die Gegenrichtung.
Die Kennfarbe der Linie ist Gelb.

## Verlauf
Insgesamt halten die Züge der Linie U3 26 Mal an Stationen, wobei Barmbek zweimal angefahren wird. Die Strecke verläuft zum größten Teil als Hochbahn, auf Dämmen oder im Einschnitt. Nur neun Haltestellen, zwischen Schlump und Landungsbrücken sowie zwischen Rathaus und Lübecker Straße, liegen in Tunneln. Von den insgesamt 20,681 Kilometern Strecke verlaufen lediglich 5,113 Kilometer im Tunnel.

## Betrieb

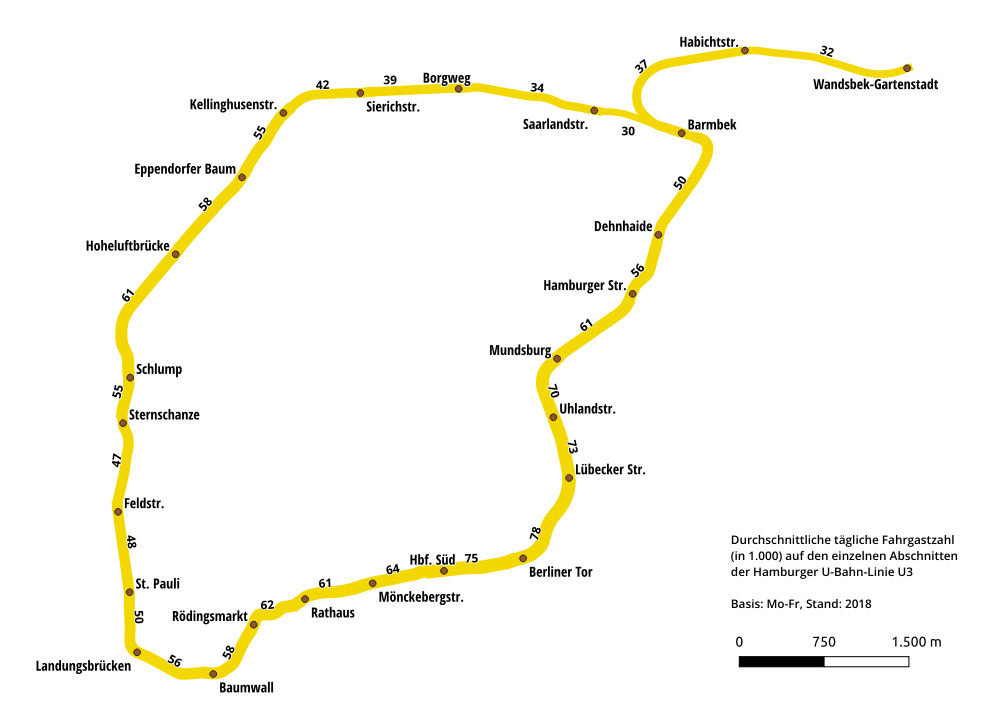
Fahrgastzahlen nach Abschnitten (2018)

Für eine komplette Fahrt auf der 20,681 Kilometer langen Strecke benötigt die U-Bahn je nach Fahrtrichtung zwischen 44 und 45 Minuten (Fahrplan 2019). Daraus ergibt sich eine Durchschnittsgeschwindigkeit von etwa 28 km/h. Auf der U3 darf maximal mit 70 Kilometer pro Stunde gefahren werden. Zwischen den Stationen Barmbek und Saarlandstraße sowie zwischen Schlump und Mundsburg liegt die zulässige Geschwindigkeit bei höchstens 60 Kilometer pro Stunde.

### Taktung
Die Züge der U3 verkehren generell während der Hauptverkehrszeiten (HVZ) im 5-Minuten-Takt, in der Nebenverkehrszeit (NVZ) im 5-Minuten-Takt und in der Spätverkehrszeit (SVZ) ab 21 Uhr und Sonntagmorgen im 10-Minuten-Takt. Samstags und sonntags während des 5-Minuten-Taktes fährt nur jeder zweite Zug über Barmbek hinaus nach Wandsbek-Gartenstadt, die anderen Züge enden in Barmbek und setzen ihre Fahrt meist ohne Wartezeit auf der Ringstrecke fort. Somit kann man in beiden Richtungen alle 10 Minuten ohne Umstieg durchfahren.
In den Hauptverkehrszeiten fährt die Hochbahn zusätzliche Verstärkerzüge. Auf der Ringstrecke wird die Zugfolge so auf einen 2½-Minuten-Takt verdichtet. Weiterhin ist auf diesem Abschnitt an Freitag- und Samstag-Abenden der 5-Minuten-Takt bis etwa 0 Uhr verlängert. Teilweise verkehren diese Züge ähnlich wie am Wochenende ebenfalls ohne Wartezeit ab Barmbek weiter auf der Ringstrecke.
In den Nächten von Freitag auf Sonnabend und von Sonnabend auf Sonntag und vor Feiertagen wird der durchgehende Nachtbetrieb der Schnellbahnen im 20-Minuten-Takt auf der gesamten Strecke der Linie U3 angeboten, im Ringabschnitt im 10-Minuten-Takt.
Seit dem 1. November 2017 werden die Intervalle auf dem Ringabschnitt der U3 in den Abend- und Nachtstunden weiter verdichtet. Die Züge verkehren dann auch an Montag- bis Donnerstag-Abenden bis etwa 23 Uhr alle fünf Minuten.
Die Symmetriezeit der U3 liegt bei einigen Sekunden nach der Minute x1.
| Linie                          | Hauptverkehrszeit montags–freitags | Nebenverkehrszeit montags–freitags | samstags | sonn- und feiertags | Schwachverkehrszeit mo–sa nach 20 Uhr | Schwachverkehrszeit sa vor 10 Uhr, so vor 12 Uhr und nach 20 Uhr | Schwachverkehrszeit so–do nach 23 Uhr | Nächte fr/sa und sa/so sowie vor gesetzlichen Feiertagen |
| ------------------------------ | ---------------------------------- | ---------------------------------- | -------- | ------------------- | ------------------------------------- | ---------------------------------------------------------------- | ------------------------------------- | -------------------------------------------------------- |
| Ring                           | 02/3 min 05 min                    | 05 min                             | 05 min   | 05 min              | 05 min                                | 010 min                                                          | 010 min                               | 010 min                                                  |
| Barmbek – Wandsbek-Gartenstadt | 05 min                             | 05 min                             | 010 min  | 010 min             | 010 min                               | 010 min                                                          | 020 min                               | 020 min                                                  |

### Fahrzeugtypen
Für den U-Bahn-Verkehr der U3 werden heute hauptsächlich Züge vom Typ DT5 genutzt. Sie verkehren auf dieser Linie planmäßig seit Juli 2013 und lösten nach und nach die bis dahin fahrenden Züge vom Typ DT3E ab, die 2018 noch vereinzelt eingesetzt wurden.
Züge der Typen DT3 und DT5 können, insbesondere auf dem Abschnitt Saarlandstraße – Kellinghusenstraße – Landungsbrücken – Berliner Tor, mit höchstens sechs Wagen eingesetzt werden. Die auf diesem Abschnitt vorhandene Bahnsteiglänge von 90 Metern reicht nicht für längere Verbände aus. Der Typ DT4 kann hier nur als Kurzzug (Zug aus einer Einheit mit 60 Metern Länge) eingesetzt werden.

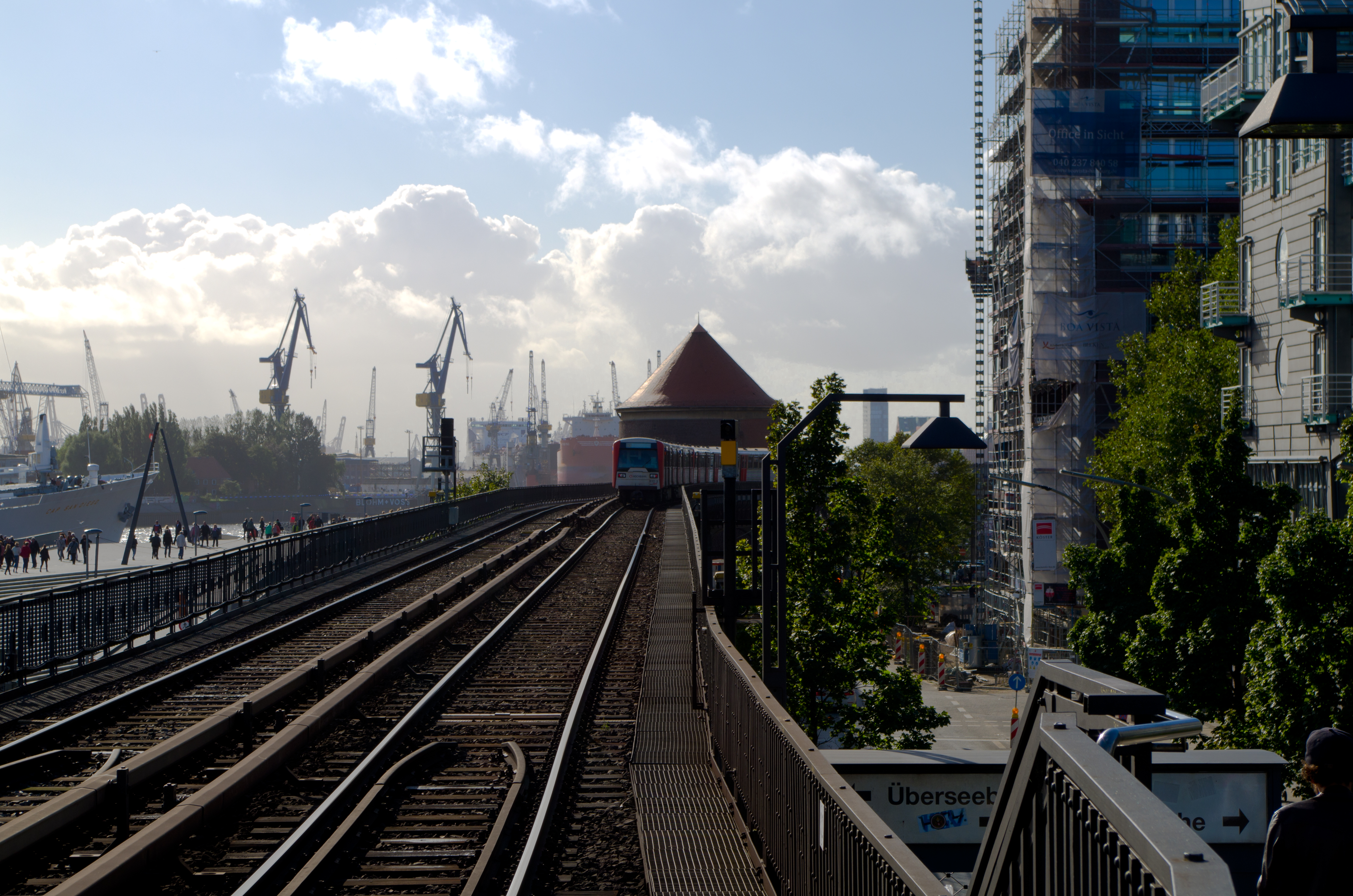
DT3E-Zug an der Station Baumwall (Elbphilharmonie) in Richtung Landungsbrücken
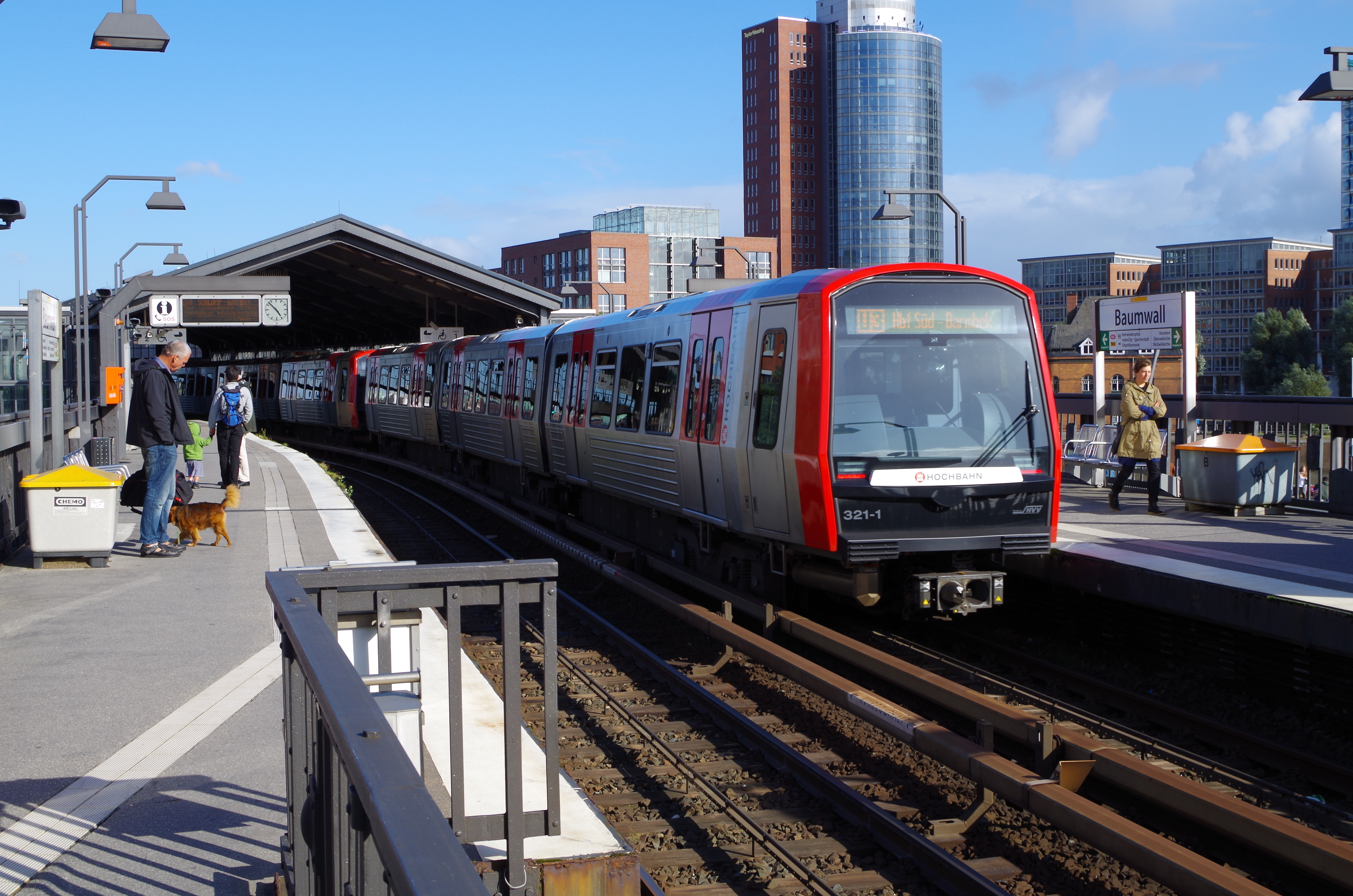
DT5-Zug in Richtung Hauptbahnhof Süd an der Station Baumwall

## Geschichte

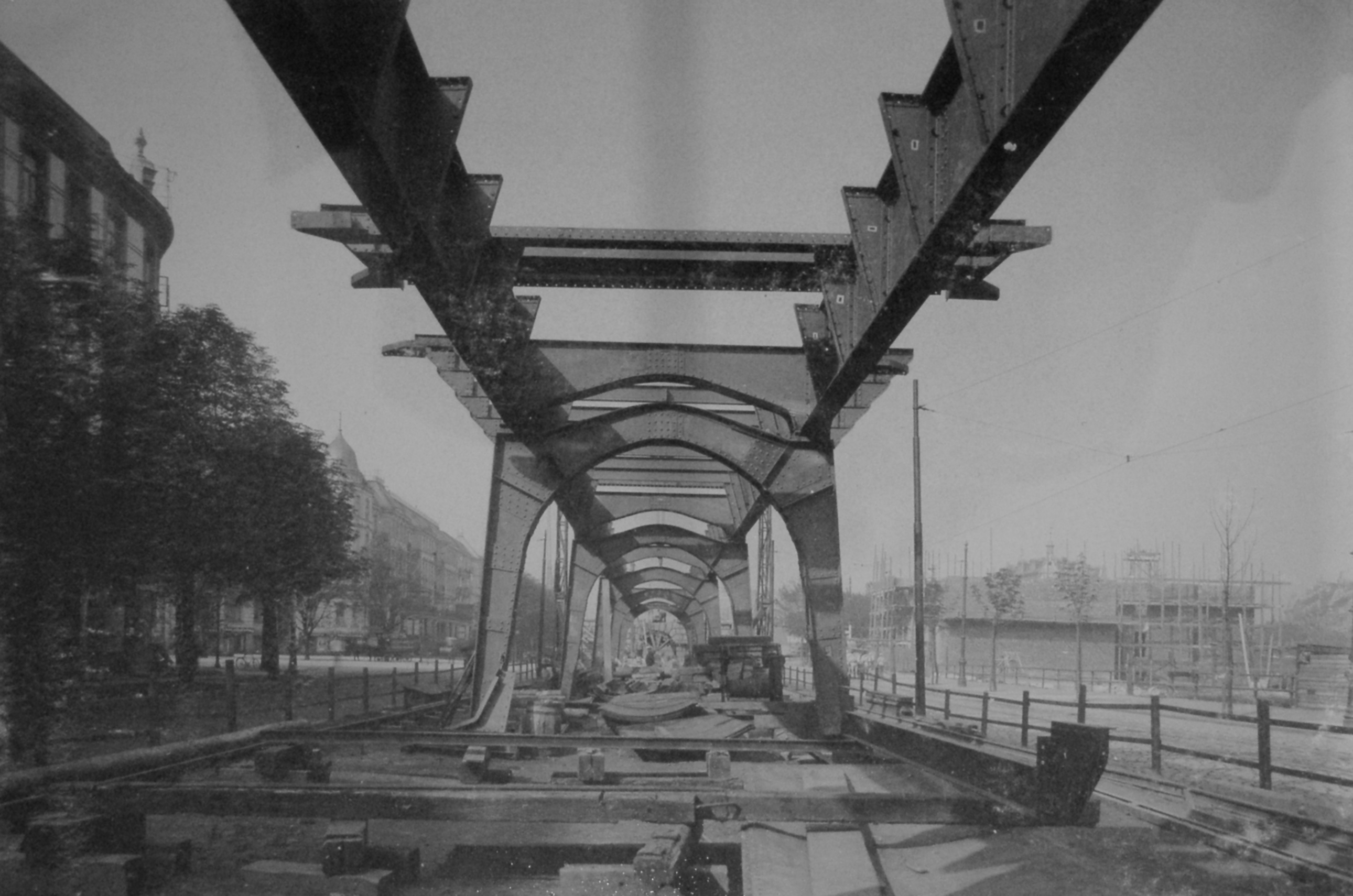
Bau der heutigen U3 in Harvestehude, 1909

Die Ringlinie wurde zwischen 1906 und 1912 gebaut, hatte damals bereits eine Länge von 17,48672 Kilometer Strecke und bediente 23 Haltestellen. Im Jahr 1906 wurde am Kuhmühlenteich bei der heutigen U-Bahn-Station Uhlandstraße mit Arbeiten begonnen. Siemens & Halske erwarb die Konzession und gründete 1911 die Hamburger Hochbahn AG. Der erste und damit älteste Streckenabschnitt ging vom Rathaus über Hauptbahnhof nach Barmbek und wurde am 15. Februar 1912 eingeweiht. Der laufende Betrieb begann am 1. März 1912. Die Teilstrecke von Barmbek zur Kellinghusenstraße wurde am 10. Mai 1912 eingeweiht, der Abschnitt von der Kellinghusenstraße bis Millerntor (heute St. Pauli) folgte am 25. Mai 1912. Geschlossen wurde der Ring am 29. Juni 1912. Die U-Bahn-Wagen waren ursprünglich in der oberen Hälfte beige und in der unteren Hälfte Zitronengelb (3. Klasse) oder Weinrot (2. Klasse) gestrichen. Wegen der Schmutzanfälligkeit erhielten die Wagen ab 1914 einen dunkelgrünen Anstrich mit gelben (3. Klasse), bzw. roten (2. Klasse) Flächen unterhalb der Fenster. Nach Aufhebung der Klassen 1920 wurden die roten Flächen gelb lackiert und die Wagen auch innen angepasst.
Der 3,194 km lange Linienast von Barmbek nach Wandsbek-Gartenstadt ist Teil der insgesamt 28,050 km langen und zwischen dem 12. September 1918 und 1. Februar 1925 eröffneten Walddörferbahn nach Volksdorf, Ohlstedt und Großhansdorf. Der Rest der Linie ab Wandsbek-Gartenstadt wird seit der Fertigstellung der Wandsbeker U-Bahn am 4. August 1963 von der heutigen Linie U1 betrieben. Die Haltestelle Habichtstraße wurde wegen der noch fehlenden Bebauung erst nachträglich am 23. Juni 1930 eröffnet.

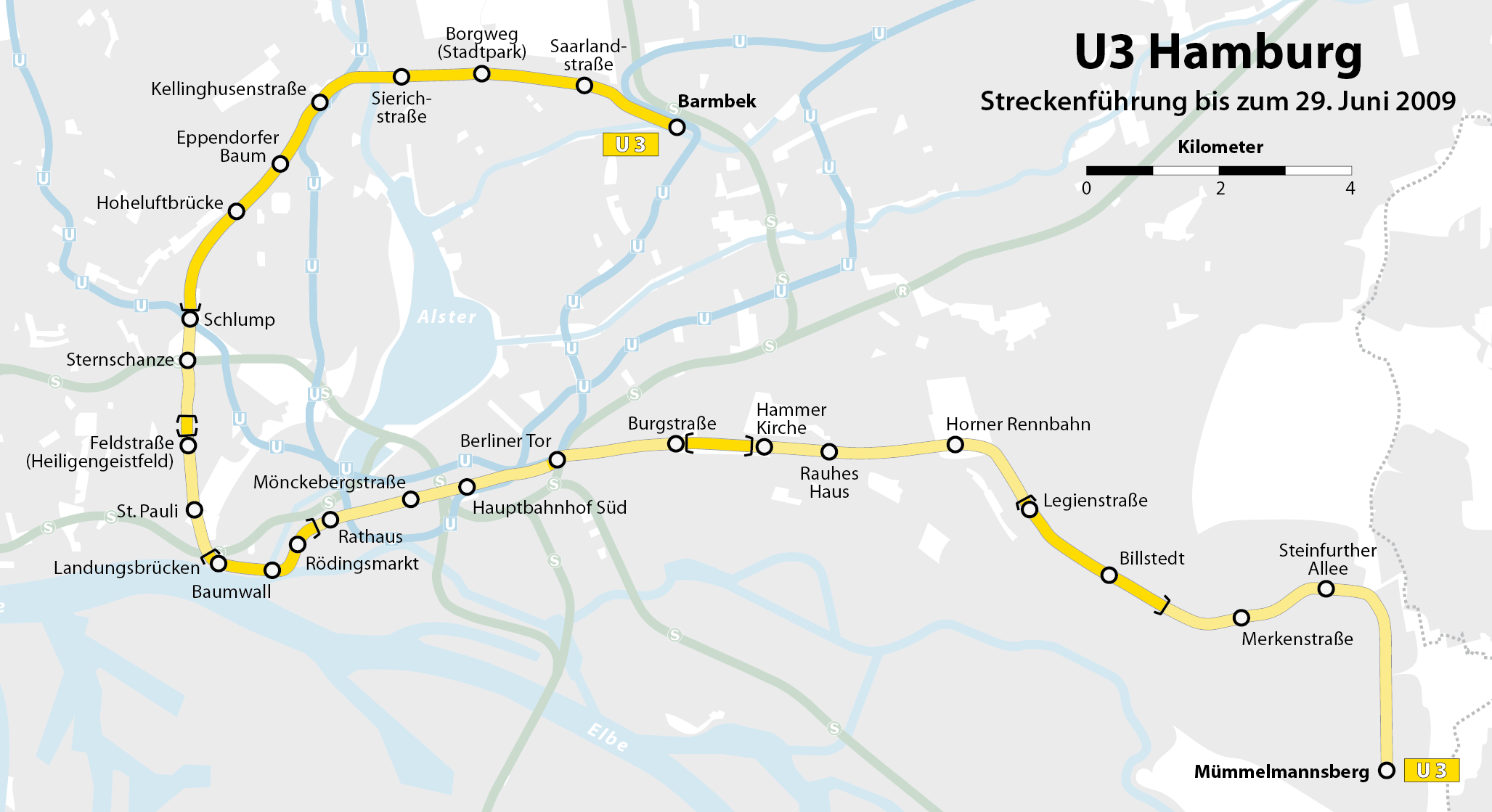
U3 vor dem Linientausch 2009

Der Verlauf als vollständige Ringlinie besteht wieder seit dem 29. Juni 2009, als im Zuge einer Reorganisation des U-Bahn-Netzes die östlichen Äste der Linien U2 und U3 getauscht wurden. Die U3 führte vorher ab der Haltestelle Berliner Tor auf dem Streckenast der heutigen U2 über Billstedt nach Mümmelmannsberg. Die bereits früher bestehende durchgehende Führung der Züge auf der Ringstrecke wurde am 2. Januar 1967 mit der Inbetriebnahme des ersten Streckenabschnittes der Billstedter Strecke nach Horner Rennbahn aufgegeben. Seitdem bestanden die bis Sommer 2009 geltenden Linienführungen als Linien U2 und U3.
Langfristig ist geplant, die verbliebenen 90 Meter langen Bahnsteige auf die im Netz übliche Länge von 125 Metern zu verlängern, da bedingt durch die kurze Zugfolge in der HVZ keine weitere Taktverdichtung mehr möglich ist. Stand Oktober 2024 liefen hierzu Machbarkeitsstudien der Hochbahn.

## Planungen U-Bahn-HaltestelleFuhlsbüttler Straße
Im Rahmen der Konzeptstudie zum U-Bahn-Netzausbau kamen erstmals Überlegungen auf, die Fuhlsbüttler Straße im Stadtteil Barmbek-Nord mit einer zusätzlichen U-Bahn-Haltestelle zu erschließen. Die in Planung befindliche Haltestelle trägt den Arbeitstitel Fuhlsbüttler Straße und soll ca. 10.000 Anwohnern einen Zugang bieten. Sie liegt zwischen den bestehenden Haltestellen Barmbek und Habichtstraße an der dort verlaufenden Fuhlsbüttler Straße auf Höhe des Hardorffsweg. Geplant sind zwei barrierefreie Seitenbahnsteige westlich der Straßenüberführung, die mittels Aufzüge, fester und Fahrtreppe erschlossen werden sollen.

## Filme
- Hochbahn feiert 100 Jahre U-Bahn. Gezeigt in: NDR, Nachrichtenbeitrag vom 15. Februar 2012 (Historisches Filmmaterial aus der Frühzeit der U-Bahn).
- Die Nordstory. U-Bahn mit Aussicht – Die Ringlinie U 3 in Hamburg. Gezeigt in: NDR vom 28. August 2015, 20:15 bis 21:15 Uhr.
- First Time. [The Time For All But Sunset – VIOLET]. Experimentelle Doku-fiction, gedreht in einem Umlauf der U3, Regisseur: Nicolaas Schmidt, D 2021, 49:00 Min., Deutscher Kurzfilmpreis in Gold für Kurzfilme mit einer Länge von bis zu 78 Minuten.